# Tyler Jewell
Tyler Jewell (ur. 21 lutego 1977 w Bostonie) – amerykański snowboardzista, startujący od 2000 r. Startował na igrzyskach w Turynie. W slalomie gigancie równoległym zajął 11. miejsce. Na igrzyskach w Vancouver zajął 13. miejsce w slalomie gigancie równoległym. Najlepsze wyniki w Pucharze Świata osiągnął w sezonie 2007/2008, kiedy to zajął 14. miejsce w klasyfikacji generalnej.

## Sukcesy

### Igrzyska olimpijskie
| Miejsce | Dzień     | Rok  | Miejscowość | Konkurencja       | Zwycięzca          |
| ------- | --------- | ---- | ----------- | ----------------- | ------------------ |
| 11.     | 22 lutego | 2006 | Turyn       | Gigant równoległy | Philipp Schoch     |
| 13.     | 15 lutego | 2010 | Vancouver   | Gigant równoległy | Jasey-Jay Anderson |

### Mistrzostwa Świata
| Miejsce | Dzień       | Rok  | Miejscowość | Konkurencja       | Zwycięzca          |
| ------- | ----------- | ---- | ----------- | ----------------- | ------------------ |
| 6.      | 16 stycznia | 2007 | Arosa       | Gigant równoległy | Rok Flander        |
| 23.     | 17 stycznia | 2007 | Arosa       | Slalom równoległy | Simon Schoch       |
| 10.     | 20 stycznia | 2009 | Kangwŏn     | Gigant równoległy | Jasey-Jay Anderson |

### Puchar Świata

#### Miejsca w klasyfikacji generalnej
- 1999/2000 – 127.
- 2000/2001 – –
- 2001/2002 – –
- 2002/2003 – –
- 2003/2004 – –
- 2004/2005 – –
- 2005/2006 – 96.
- 2006/2007 – 41.
- 2007/2008 – 14.
- 2008/2009 – 66.
- 2009/2010 – 33.

#### Miejsca na podium
1. La Molina – 19 stycznia 2008 (gigant równoległy) – 3. miejsce
2. Lake Placid – 3 marca 2008 (gigant równoległy) – 2. miejsce